# 16e Convention nationale acadienne
La XVIe convention nationale acadienne a lieu en 1979 à Edmundston, au Nouveau-Brunswick (Canada).
La Société acadienne du Nouveau-Brunswick organise la Convention d'orientation nationale des Acadiens à Edmundston, pendant laquelle 1200 délégués discutent de la formation d'une province acadienne et d'un partage plus équitable du pouvoir politique. Pour la première fois, presque autant de femmes que d'hommes participent.

## Convention d'orientation nationale des Acadiens
Ce congrès tenu à la Cité des Jeunes d'Edmundston s'est déroulé du 6 au 8 octobre 1979. Un questionnaire est issu aux participants, les résultats démontrant que 48,4 % ont voté pour une province autonome, 7 % pour un pays acadien, 3,1 % en faveur d'une union avec le Québec et 32 % pour une province modifiée. 55 % des participants ont donc réclamé des changements fondamentaux au système politique actuel.